# Fényes Mór

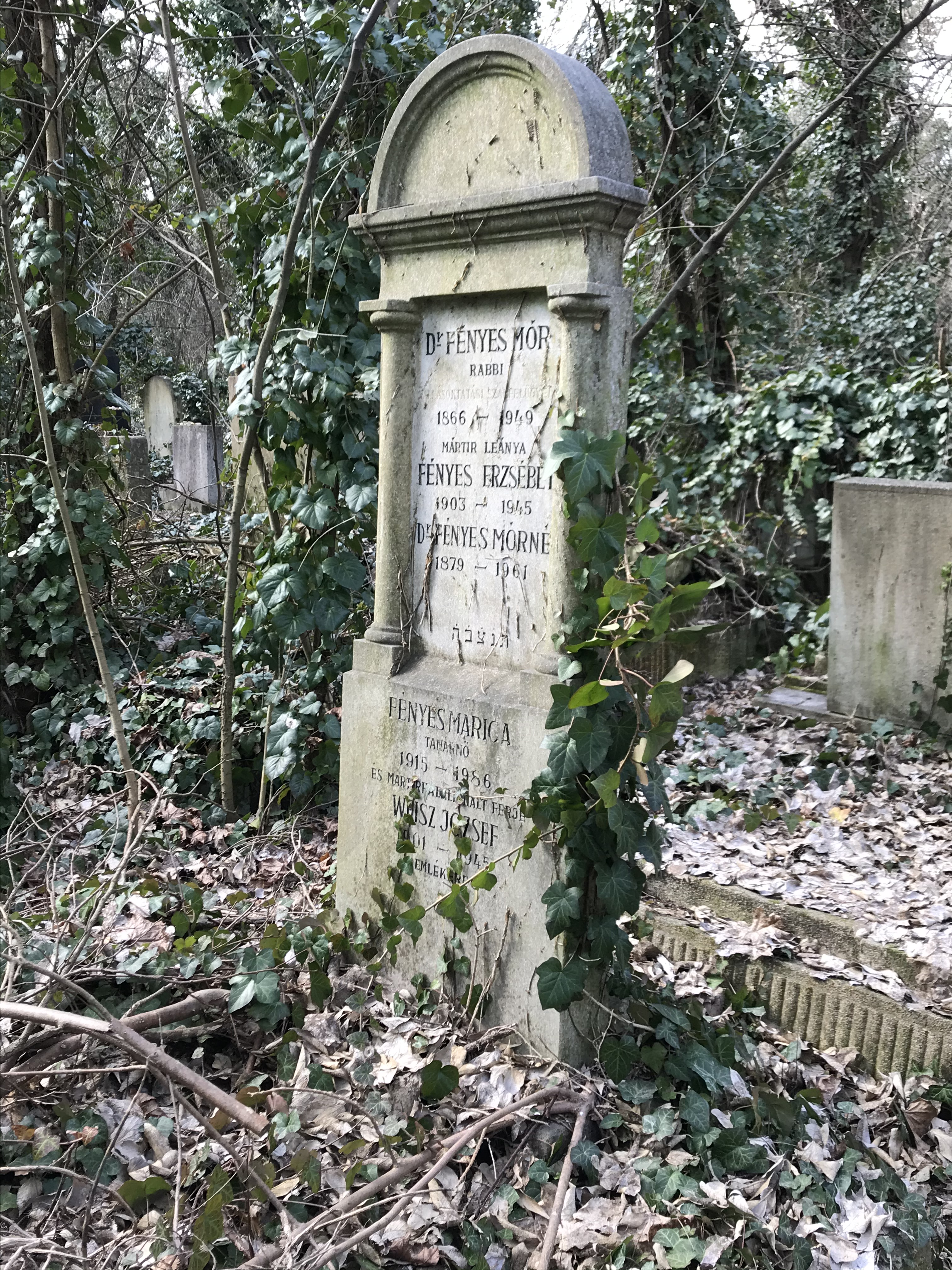
Sírja a Kozma utcai izraelita temetőben

Fényes Mór, születési és 1894-ig használt nevén Feuerlicht Mózes (Erdőbénye, 1866. március 26. – Budapest, Erzsébetváros, 1949. május 2.) pesti rabbi és teológiai író.

## Élete
Feuerlicht Jidel és Gutman Róza fia. 1882 és 1892 között a Budapesti Rabbiképző növendéke volt. 1891-ben avatták bölcsészdoktorrá Budapesten, 1893-ban pedig rabbivá. 1893-tól a Pesti Izraelita Hitközség vallástanára, majd szakfelügyelője, közben segédrabbija. Jeles tankönyvíró és a rabbinikus irodalom egyik legkiválóbb ismerője volt. Az anyag szigorú elrendezése, befolyásolhatatlan tárgyiasság és a felfogás eredetisége jellemzi tanulmányait.
Felesége Reich Jolán (1879–1961) volt.
Gyermekei
- Fényes Erzsébet (1904–1945) a holokauszt áldozata
- Fényes Ágota Marianna (1905–1986). Férje Weisz József volt.

## Művei
- A grammatikai genus a héberben. Budapest, 1891
- A zsidók története a babiloniai fogságtól a jelenkorig. I. rész. A talmud befejeztéig. Számos bibliai, görög-zsidó irodalmi és talmudi szemelvénynyel. Iskolai és magánhasználatra. Budapest, 1895
- A zsidók története a babiloniai fogságtól a jelenkorig. II. rész. A közép- és ujkorban (a Talmud befejezésétől napjainkig), irodalmi szemelvényekkel. Budapest, é. n. (1890-es évek)
- A zsidó istentisztelet és a vele kapcsolatos vallásos intézmények története és rendszeres ismertetése. (Liturgia.) Budapest, 1896
- A zsidó istentisztelet ismertetése. 2., teljesen átdolgozott kiadás. Budapest, 1899
- A zsidó vallástan rövid vázlata, különös tekintettel az istentiszteletre és az erkölcstanra. Budapest, 1901
- Szilárd szövetség. A zsidó vallás és erkölcstan tüzetesebb ismertetése. Középiskolák felsőbb osztályai számára írta Fényes Mór. Budapest, 1903
- Iskolai biblia. A közép- és polgári iskolák I. osztálya számára. Budapest, 1905
- A biblia általános tartalmi és eszmei ismertetése különös tekintettel a zsidó vallási hagományra. Héber és magyar szemelvényekkel. A középiskolák 7. oszt., valamint a felsőbb kereskedelmi iskolák és tanítóképzőintézetek 3. évfolyama számára. Budapest, 1913 (Pesti izr. hitközség vallástani iskolakönyv kiadványai, 12.)
- Rendszeres zsidó vallás- és erkölcstan szemelvényekkel a zsidó vallásbölcsészet irodalmából és a Pirké Ábotból. A középiskolák 8. és a tanítóképzőintézetek 4. oszt. részére. Budapest, 1913 (Pesti izr. hitközség vallástani iskolakönyv kiadványai, 13.)

Cikkei különböző folyóiratokban jelentek meg. A Frenkel-féle családi Bibliának jelentékeny részét ő fordította, és munkatársa volt a Magyar zsidó lexikonnak is.